# Wilhelm Wagner (militär)
Gustaf Fredrik Wilhelm ("Willy") Wagner, född 24 januari 1915 i Stockholm, död 27 november 2002 på Lidingö, var en svensk militär (överste av 1:a graden). 

## Biografi
Wagner avlade studentexamen 1934 och sjöofficersexamen 1937. Han utnämndes till fänrik i Flottan 1937, till löjtnant i  Flygvapnet 1939 och till kapten där 1944. Efter att ha genomgått Flygkrigshögskolan 1944–1946 blev Wagner major 1950 och överstelöjtnant 1953. Han var chef för Flygvapnets bomb- och skjutskola 1953 och för Flygkadettskolan (F 20) 1954–1956. Wagner blev adjutant hos kungen 1952 och överadjutant 1956. Han befordrades till överste 1956 och var flottiljchef vid Skånska flygflottiljen (F 10) 1956–1960. Wagner var inspektör för luftbevakning 1960–1964, sektionschef i Flygstaben 1964–1966, souschef i Östra militärområdet 1966–1969, åter sektionschef i Flygstaben 1969–1970 och systeminspektör i Flygvapnet 1970–1975. Efter avslutad militär karriär var han verksam som generalsekreterare i Kungliga svenska aeroklubben (KSAK) och Flygsportförbundet (FSF) 1976–1981. Wagner invaldes i Krigsvetenskapsakademien 1961. Han är begravd på Sandsborgskyrkogården i Stockholm.

## Utmärkelser
- Riddare av Svärdsorden, 1950.[2]
- Riddare av Vasaorden, 1952.[3]
- Kommendör av Svärdsorden, den 4 juni 1960.[4]
- Kommendör av första klassen av Svärdsorden, den 6 juni 1963.[5]